# Xung kích
Xung kích hay Tấn công xung phong là pha tấn công nhanh trong một trận đánh, trong đó binh lính tiến về phía kẻ thù của họ ở tốc độ nhanh nhất có thể trong tình huống thúc đẩy kết thúc quyết định trận đánh. Xung kích là cuộc tấn công áp đảo, nhanh và là chiến thuật quan trọng vào thời điểm quyết định của nhiều trận chiến trong suốt lịch sử. Tấn công xung phong hiện đại thường liên quan đến các đội pháo binh nhỏ được trang bị vũ khí có tốc độ bắn cao tiến hành tấn công vào các vị trí phòng thủ riêng lẻ, thay vì các đơn vị bộ binh lớn tấn công vào một tuyến phòng thủ kiên cố.